# Drnovice, Blansko
Drnovice là một làng thuộc huyện Blansko, vùng Jihomoravský, Cộng hòa Séc.